# 布列塔尼地区蒙托邦
布列塔尼地区蒙托邦（法語：Montauban-de-Bretagne，法語發音：[mɔ̃tobɑ̃ də bʁətaɲ]），法国西北部城市，布列塔尼大区伊勒-维莱讷省的一个市镇，隶属于雷恩区，其市镇面积为45.42平方公里，2022年1月1日时人口数量为6,574人，在法国城市中排名第1,704位。
布列塔尼地区蒙托邦位于伊勒-维莱讷省西部，是一个区域性的中心城市，巴黎—布雷斯特铁路和多条公路在此交汇。

## 地名来源
根据当地官方网站的论述，“Montauban”一名转写自拉丁语“Mons Albanus”，意为“白色的山”；“-de-Bretagne”这一后缀自1995年起成为当地官方名称的一部分。
布列塔尼地区蒙托邦所处区域历史上曾通行加洛语。“Montauban”对应的布列塔尼语拼写为“Menezalban”。截至2024年11月，布列塔尼地区蒙托邦尚未加入布列塔尼语言保护组织。

## 历史
布列塔尼地区蒙托邦的早期历史尚不清楚。根据当地官方网站的论述，布列塔尼地区蒙托邦始建于公元8世纪，彼时该地出现了一座纪念圣人埃卢瓦的教堂，其附近逐渐形成聚落。12世纪时，圣埃卢瓦领主获得伯爵头衔，其后代在此修建城堡作为家族宅邸。14世纪时，圣埃卢瓦被蒙托邦家族继承，圣埃卢瓦由此更名。1487年，蒙托邦城堡被查理八世购得。16世纪初，圣埃卢瓦教堂得到重建。法国大革命后，蒙托邦成为伊勒-维莱讷省的一个市镇。工业革命期间，途经蒙托邦的巴黎—布雷斯特铁路、普洛埃梅勒—拉布罗伊尼耶尔铁路和拉布罗伊尼耶尔—迪南铁路相继建成通车，圣埃卢瓦教堂亦于1851年得到重建。2019年，圣梅尔翁整体并入布列塔尼地区蒙托邦，布列塔尼地区蒙托邦由此成为一个“新市镇”。

## 地理

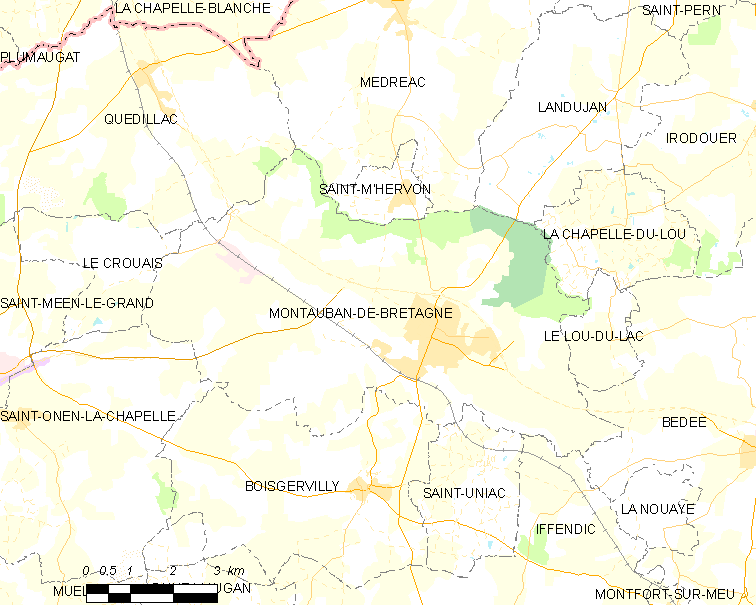
原布列塔尼地区蒙托邦及圣梅尔翁市镇范围地图

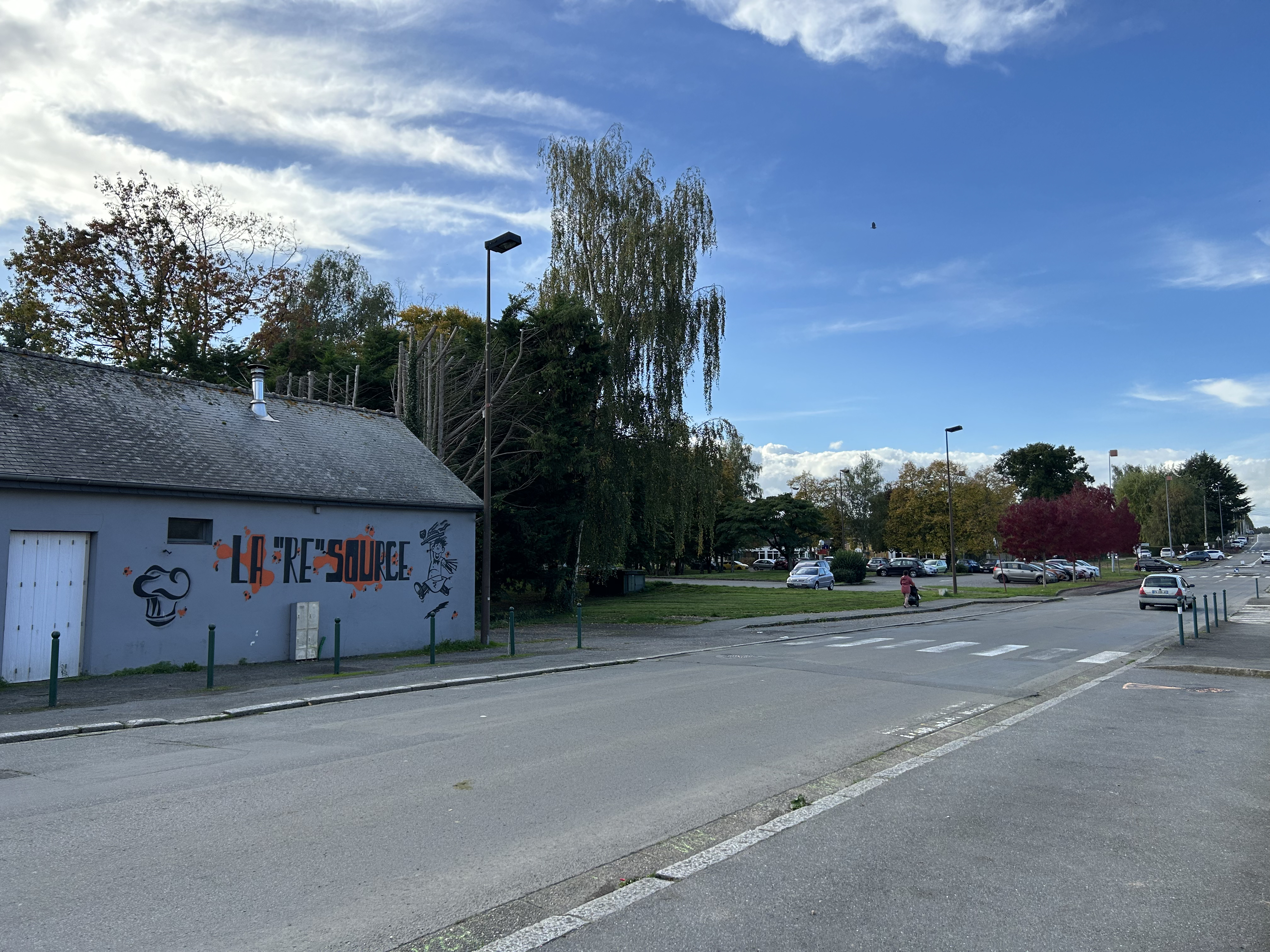
布雷斯特街及附近的绿地

布列塔尼地区蒙托邦位于法国西北部，布列塔尼大区东部和伊勒-维莱讷省西部，距离省会雷恩大约32公里。与布列塔尼地区蒙托邦接壤的市镇包括：贝代、布瓦热维利、滨湖拉沙佩勒迪卢、勒克鲁艾、伊方迪克、朗迪让、梅德雷阿克、凯迪亚克、圣奥南拉沙佩勒和圣于尼亚克。

### 地形
布列塔尼地区蒙托邦位于阿摩里卡丘陵及普尔普尔地区腹地，境内以缓丘为主，市镇中心地势较为平坦，全境海拔在42到117米之间。

### 水文
布列塔尼地区蒙托邦位于维莱讷河流域范围内，加朗河自西北向东南流经市镇南部境内，其左岸有一处湖泊。

### 植被
布列塔尼地区蒙托邦属于温带阔叶混交林区，林地多分布于河流附近及坡地地带，市镇范围北部为蒙托邦市属森林（Forêt Domaniale de Montauban）。
在鲜花城市的评比中，布列塔尼地区蒙托邦暂未被评级。

### 气候
布列塔尼地区蒙托邦在柯本气候分类法中属于温带海洋性气候（Cfb）。
距离布列塔尼地区蒙托邦最近的常年气象站位于科讷境内，以下为该气象站的数据（其中日照数据取自雷恩）：
| 科讷 1981年－2019年 | 科讷 1981年－2019年 | 科讷 1981年－2019年 | 科讷 1981年－2019年 | 科讷 1981年－2019年 | 科讷 1981年－2019年 | 科讷 1981年－2019年 | 科讷 1981年－2019年 | 科讷 1981年－2019年 | 科讷 1981年－2019年 | 科讷 1981年－2019年 | 科讷 1981年－2019年 | 科讷 1981年－2019年 | 科讷 1981年－2019年 |
| 月份                | 1月                 | 2月                 | 3月                 | 4月                 | 5月                 | 6月                 | 7月                 | 8月                 | 9月                 | 10月                | 11月                | 12月                | 全年                |
| ------------------- | ------------------- | ------------------- | ------------------- | ------------------- | ------------------- | ------------------- | ------------------- | ------------------- | ------------------- | ------------------- | ------------------- | ------------------- | ------------------- |
| 历史最高温 °C（°F） | 16.7 (62.1)         | 18.5 (65.3)         | 22.7 (72.9)         | 27.5 (81.5)         | 30.1 (86.2)         | 35.9 (96.6)         | 35.6 (96.1)         | 39.6 (103.3)        | 32 (90)             | 30.8 (87.4)         | 19.9 (67.8)         | 16.4 (61.5)         | 39.6 (103.3)        |
| 平均高温 °C（°F）   | 8.8 (47.8)          | 10.3 (50.5)         | 12.9 (55.2)         | 15.6 (60.1)         | 19.1 (66.4)         | 22.3 (72.1)         | 23.9 (75.0)         | 24 (75)             | 21.7 (71.1)         | 17 (63)             | 12.4 (54.3)         | 9 (48)              | 16.4 (61.5)         |
| 日均气温 °C（°F）   | 5.9 (42.6)          | 6.8 (44.2)          | 8.7 (47.7)          | 10.6 (51.1)         | 14 (57)             | 16.9 (62.4)         | 18.5 (65.3)         | 18.7 (65.7)         | 16.3 (61.3)         | 13 (55)             | 9.1 (48.4)          | 6.1 (43.0)          | 12.1 (53.8)         |
| 平均低温 °C（°F）   | 2.9 (37.2)          | 3.4 (38.1)          | 4.4 (39.9)          | 5.6 (42.1)          | 9 (48)              | 11.5 (52.7)         | 13.1 (55.6)         | 13.3 (55.9)         | 10.8 (51.4)         | 9 (48)              | 5.8 (42.4)          | 3.1 (37.6)          | 7.7 (45.9)          |
| 历史最低温 °C（°F） | −13 (9)             | −8.7 (16.3)         | −7.9 (17.8)         | −3.6 (25.5)         | 0 (32)              | 3.5 (38.3)          | 5.5 (41.9)          | 5 (41)              | 1.7 (35.1)          | −5.1 (22.8)         | −6.9 (19.6)         | −7.4 (18.7)         | −13 (9)             |
| 平均降水量 mm（）   | 79 (3.1)            | 62.8 (2.47)         | 60 (2.4)            | 64.3 (2.53)         | 71.9 (2.83)         | 48.2 (1.90)         | 59.3 (2.33)         | 58 (2.3)            | 58.9 (2.32)         | 93.1 (3.67)         | 98.6 (3.88)         | 94.3 (3.71)         | 848.4 (33.40)       |
| 月均日照時數        | 69.1                | 87.2                | 128.4               | 162.7               | 191.2               | 217.3               | 210.7               | 205.5               | 177.8               | 117.5               | 81.3                | 68.6                | 1,717.3             |
| 来源：infoclimat.fr |                     |                     |                     |                     |                     |                     |                     |                     |                     |                     |                     |                     |                     |

## 行政区划
布列塔尼地区蒙托邦的市镇编号为35184，邮政编号为35360。
在行政管理方面，布列塔尼地区蒙托邦隶属于法国布列塔尼大区伊勒-维莱讷省雷恩区；在地方选举方面，布列塔尼地区蒙托邦是布列塔尼地区蒙托邦县的中央投票站所在地，其市镇范围全境被划入伊勒-维莱讷省第三选区；在社会管理方面，布列塔尼地区蒙托邦是圣梅昂-蒙托邦市镇公共社区的办公驻地。
截至2024年11月，布列塔尼地区蒙托邦市镇范围内暂无任何城市敏感街区及城市政策优先街区。
法国国家统计与经济研究所（简称“INSEE”）在进行数据统计时，将布列塔尼地区蒙托邦单独设为布列塔尼地区蒙托邦城市核心区（Unité urbaine de Montauban-de-Bretagne），未将布列塔尼地区蒙托邦划入任何城市区（Aire urbaine）。自2020年起，布列塔尼地区蒙托邦被划入包含183个市镇的雷恩城市辐射区。此外，INSEE还将布列塔尼地区蒙托邦市镇整体看作一个“块区”（IRIS），以便于统计人口分布情况。

## 交通

### 公路
法国国道N12线和N164线在布列塔尼地区蒙托邦交汇，另有伊勒-维莱讷省省道D28线、D61线、D71线、D262线和D612线等经过布列塔尼地区蒙托邦境内。布列塔尼大区公共交通（商业名称为“BreizhGo”）下属的伊勒-维莱讷省城际客运12线和阿摩尔滨海省城际客运17线经停布列塔尼地区蒙托邦，可通往雷恩、大圣梅昂、梅尔德里尼亚克、迪南等地。
2021年，85.3%的布列塔尼地区蒙托邦家庭拥有至少一辆私人汽车。2022年，布列塔尼地区蒙托邦境内共发生各类交通事故6起，造成5人遇难，13人受伤，其中9人重伤。
| 雷恩 | 33 |

| 布龙 | 24 |

| 大普莱朗 | 24 |

| 大圣梅昂 | 14 |

### 铁路

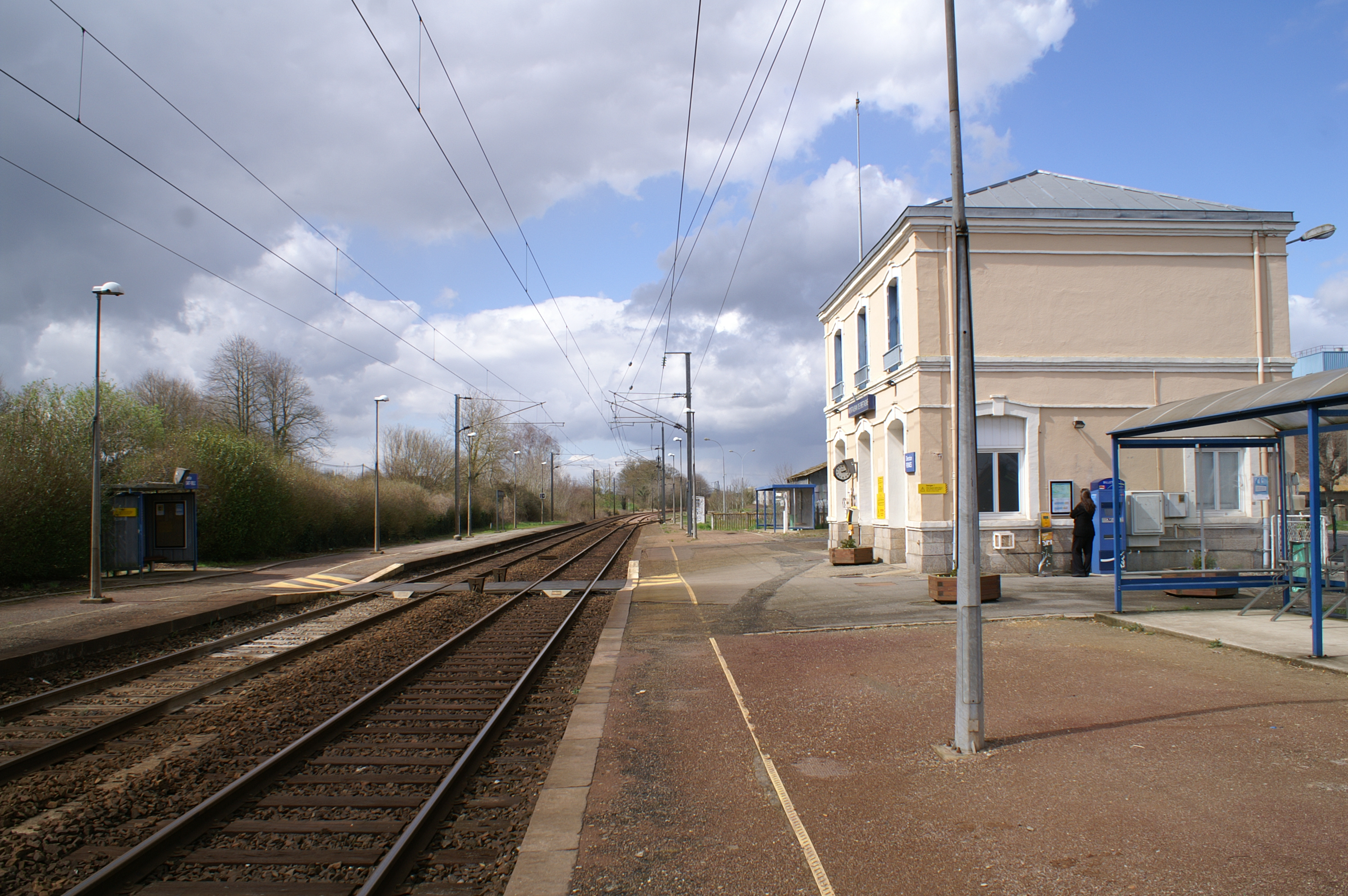
布列塔尼地区蒙托邦火车站的站台

布列塔尼地区蒙托邦位于巴黎—布雷斯特铁路上。布列塔尼地区蒙托邦站位于市区南部；拉布罗伊尼耶尔站位于布列塔尼地区蒙托邦市镇范围西部，两站均停靠往返于雷恩和圣布里厄一线的区域列车。

### 航空
布列塔尼地区蒙托邦距离雷恩机场的公路里程大约36公里。

### 城市公共交通
截至2024年11月，布列塔尼地区蒙托邦暂无城市公共交通系统。

## 政治

### 市政内阁

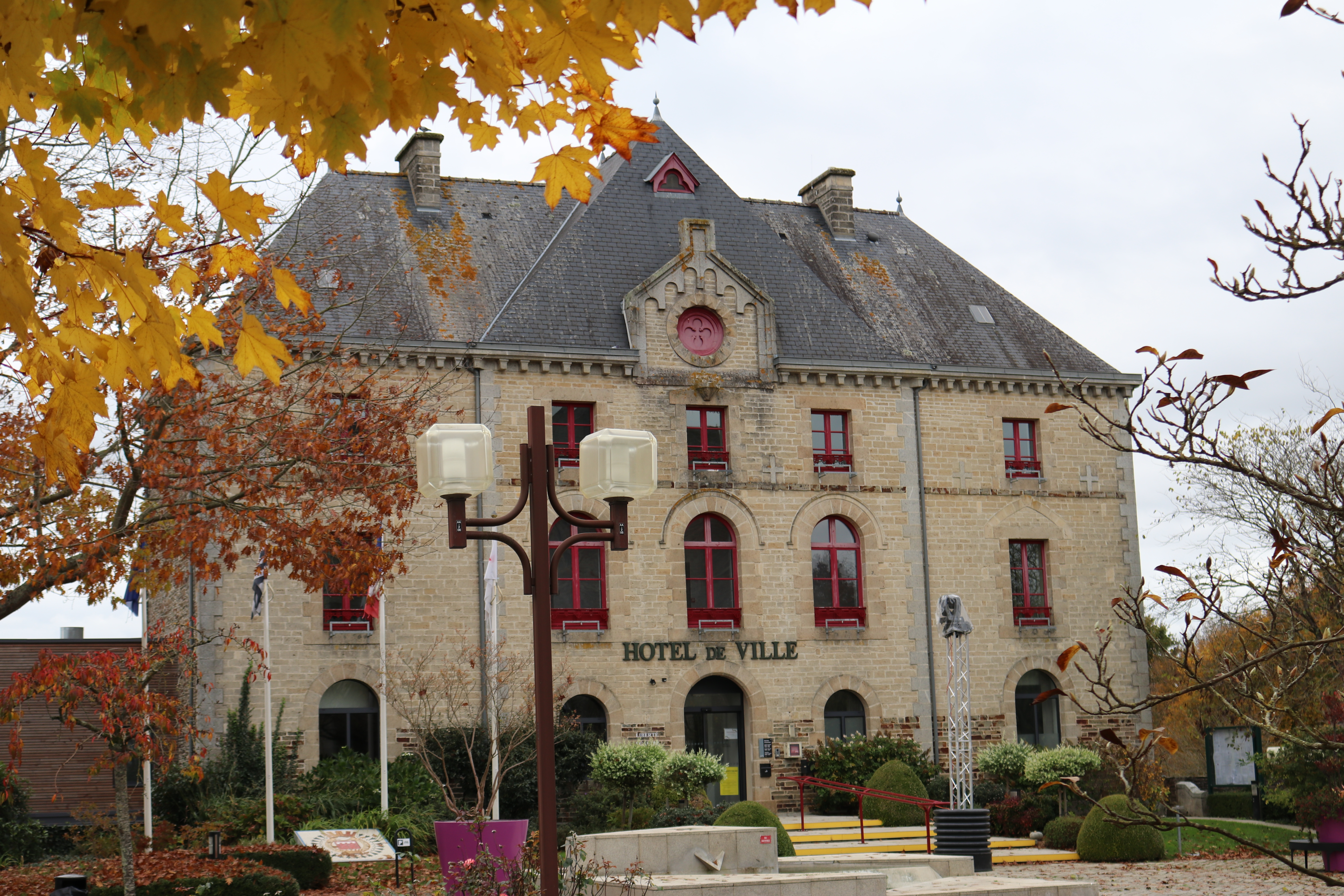
布列塔尼地区蒙托邦市政厅

布列塔尼地区蒙托邦的现任市长为塞尔日·雅吕先生（Serge JALU），他是一名左翼无党派人士，在2020年的市政选举中获得了66.13%的支持率。
| 布列塔尼地区蒙托邦历届市长 | 布列塔尼地区蒙托邦历届市长   | 布列塔尼地区蒙托邦历届市长         |
| 任期                       | 市长                         | 党派                               |
| -------------------------- | ---------------------------- | ---------------------------------- |
| 1944年－1945年             | Fénelon PINSON 费内隆·潘松   | 不详                               |
| 1945年－1953年             | Joseph HAMON 约瑟夫·阿蒙     | SFIO工人国际法国支部               |
| 1953年－1972年             | Joseph FARAMIN 约瑟夫·法拉曼 | MRP人民共和运动 →DVG左翼无党派人士 |
| 1972年－1998年             | Yves DELAHAIE 伊夫·德拉艾    | DVD右翼无党派人士                  |
| 1998年－2008年             | Claude BAZIN 克洛德·巴赞     | UDF法国民主联盟 →UMP人民运动联盟   |
| 2008年－                   | Serge JALU 塞尔日·雅吕       | PS社会党 →DVG左翼无党派人士        |

### 各级选举
| 布列塔尼地区蒙托邦历届投票选举结果 | 布列塔尼地区蒙托邦历届投票选举结果 | 布列塔尼地区蒙托邦历届投票选举结果 | 布列塔尼地区蒙托邦历届投票选举结果 | 布列塔尼地区蒙托邦历届投票选举结果 | 布列塔尼地区蒙托邦历届投票选举结果 | 布列塔尼地区蒙托邦历届投票选举结果 | 布列塔尼地区蒙托邦历届投票选举结果 | 布列塔尼地区蒙托邦历届投票选举结果 | 布列塔尼地区蒙托邦历届投票选举结果 |
| 选举项目                           | 选举范围                           | 选区单位                           | 选区单位内的选举结果               | 选区单位内的选举结果               | 选区单位内的选举结果               | 选区单位内的选举结果               | 选区单位内的选举结果               | 选区单位内的选举结果               | 参考资料                           |
| 选举项目                           | 选举范围                           | 选区单位                           | 第一轮胜出者                       | 第一轮胜出者                       | 支持率                             | 第二轮胜出者                       | 第二轮胜出者                       | 支持率                             | 参考资料                           |
| ---------------------------------- | ---------------------------------- | ---------------------------------- | ---------------------------------- | ---------------------------------- | ---------------------------------- | ---------------------------------- | ---------------------------------- | ---------------------------------- | ---------------------------------- |
| 2017年法國總統選舉                 | 法國                               | 布列塔尼地区蒙托邦                 |                                    | 埃马纽埃尔·马克龙                  | 32.77%                             |                                    | 埃马纽埃尔·马克龙                  | 74.69%                             | [ 23 ]                             |
| 2017年法國總統選舉                 | 法國                               | 圣梅尔翁                           |                                    | 埃马纽埃尔·马克龙                  | 26.25%                             |                                    | 埃马纽埃尔·马克龙                  | 63.64%                             | [ 23 ]                             |
| 2017年法国立法选举                 | 伊勒-维莱讷省第三选区              | 布列塔尼地区蒙托邦                 |                                    | 弗朗索瓦·安德烈                    | 50.26%                             |                                    | 弗朗索瓦·安德烈                    | 61.72%                             | [ 23 ]                             |
| 2017年法国立法选举                 | 伊勒-维莱讷省第三选区              | 圣梅尔翁                           |                                    | 弗朗索瓦·安德烈                    | 43.2%                              |                                    | 弗朗索瓦·安德烈                    | 71.43%                             | [ 23 ]                             |
| 2019年欧洲议会选举                 | 法國                               | 市镇                               |                                    | 纳塔莉·卢瓦索                      | 26.59%                             | （不适用）                         | （不适用）                         | （不适用）                         | [ 25 ]                             |
| 2021年法国省级选举                 | 伊勒-维莱讷省                      | 县                                 |                                    | 让-弗朗索瓦·博阿纳 夏洛特·法耶     | 36.22%                             |                                    | 让-弗朗索瓦·博阿纳 夏洛特·法耶     | 51.68%                             | [ 26 ] [ 27 ]                      |
| 2021年法国省级选举                 | 伊勒-维莱讷省                      | 市镇                               |                                    | 塞尔日·雅吕 卡里纳·佩拉-比内       | 46.1%                              |                                    | 塞尔日·雅吕 卡里纳·佩拉-比内       | 58.01%                             | [ 26 ] [ 27 ]                      |
| 2021年法国大区选举                 | 布列塔尼大區                       | 市镇                               |                                    | 伊莎贝尔·勒卡勒内克                | 22.95%                             |                                    | 伊莎贝尔·勒卡勒内克                | 28.78%                             | [ 28 ]                             |
| 2022年法国总统选举                 | 法國                               | 市镇                               |                                    | 玛丽娜·勒庞                        | 37.71%                             |                                    | 埃马纽埃尔·马克龙                  | 66.31%                             | [ 23 ]                             |
| 2022年法国立法选举                 | 伊勒-维莱讷省第三选区              | 市镇                               |                                    | 克里斯托夫·马丁斯                  | 35.33%                             |                                    | 克里斯托夫·马丁斯                  | 53.5%                              | [ 23 ]                             |
| 2024年欧洲议会选举                 | 法國                               | 市镇                               |                                    | 若尔丹·巴尔代拉                    | 28.14%                             | （不适用）                         | （不适用）                         | （不适用）                         | [ 23 ]                             |
| 2024年法国立法选举                 | 伊勒-维莱讷省第三选区              | 市镇                               |                                    | 夏洛特·法耶                        | 34.5%                              |                                    | 夏洛特·法耶                        | 36.64%                             | [ 23 ]                             |

## 人口
2021年，布列塔尼地区蒙托邦市镇人口数量为6,410，在法国排名第1,704位。其中男性3,113人，女性3,297人，75岁及以上人口占8.2%，外籍人口数量为151人，人口密度为149人/平方公里，当地居民被称为（男性）或（女性）。2022年，布列塔尼地区蒙托邦境内出生59人，死亡人口61人。
| 布列塔尼地区蒙托邦1901年－2021年人口变化情况 |
|                                              |
| 数据来源：Cassini、INSEE                     |

## 经济
布列塔尼地区蒙托邦是一个区域性的中心城市。截至2024年11月，布列塔尼地区蒙托邦市镇范围内共有各类用人单位（包含自雇）996家，平均历史为17年，其中98.55%为中小型企业（PME），2024年9月至11月间，当地的经济活力指数为0.84%。（批发销售）、（农产品器械制造）及（金属加工）是当地2022年已公布营业额最高的三个企业，分别为6,728,262欧元、2,502,026欧元和913,738欧元。

## 财政与居民收入
2022年，布列塔尼地区蒙托邦的财政收入总额为6,232,050欧元，财政支出总额为5,313,670欧元，当年的债务总额为5,761,480欧元。 2022年，布列塔尼地区蒙托邦市镇通过增值税获得257,010欧元的收入，此外当地还共获得了306,440欧元的国家直接财政补助。
| 布列塔尼地区蒙托邦居民收入情况                   | 布列塔尼地区蒙托邦居民收入情况 | 布列塔尼地区蒙托邦居民收入情况 | 布列塔尼地区蒙托邦居民收入情况 |
| 内容                                             | 布列塔尼地区蒙托邦             | 法国                           | 统计年份                       |
| ------------------------------------------------ | ------------------------------ | ------------------------------ | ------------------------------ |
| 征税家庭总数                                     | 2,667                          | 1,081（法国市镇平均）          | 2022年                         |
| 居民平均月收入                                   | 2,256欧元                      | 2,435欧元                      | 2022年                         |
| 高级职员人均月收入                               | 3,783欧元                      | 4,331欧元                      | 2021年                         |
| 中级职员人均月收入                               | 2,375欧元                      | 2,470欧元                      | 2021年                         |
| 普通职员人均月收入                               | 1,758欧元                      | 1,801欧元                      | 2021年                         |
| 贫困率                                           | 7%                             | 14.5%                          | 2020年                         |
| 青壮年（15至64岁）失业率                         | 6.4%                           | 7.4%                           | 2020年                         |
| 征税家庭数量占比                                 | 45.4%                          | 45.5%                          | 2020年                         |
| 家庭年均纳税                                     | 2,676欧元                      | 4,393欧元                      | 2022年                         |
| 资料来源：INSEE、L'Internaute、Le Journal du Net |                                |                                |                                |

## 社会事务

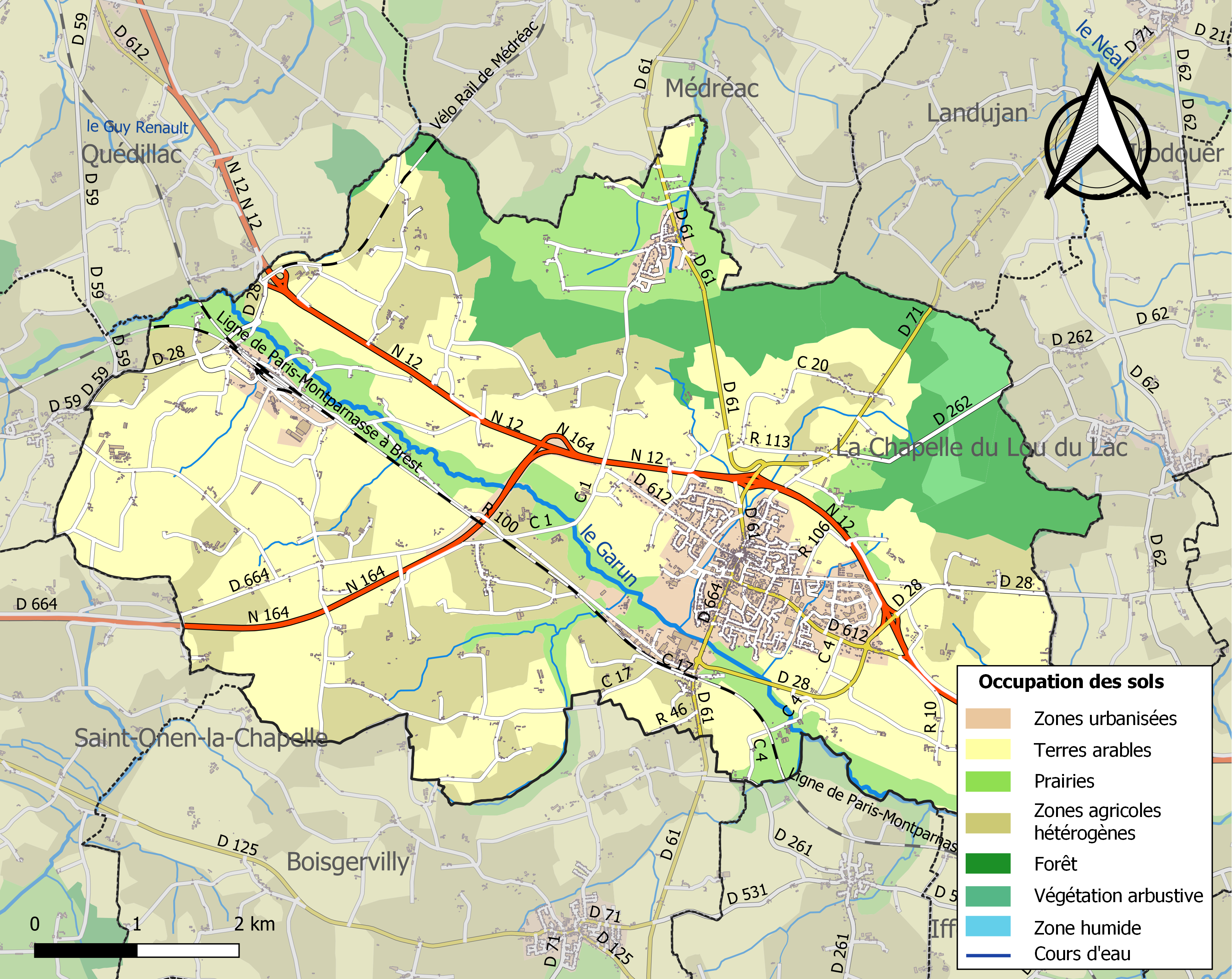
布列塔尼地区蒙托邦土地利用情况地图

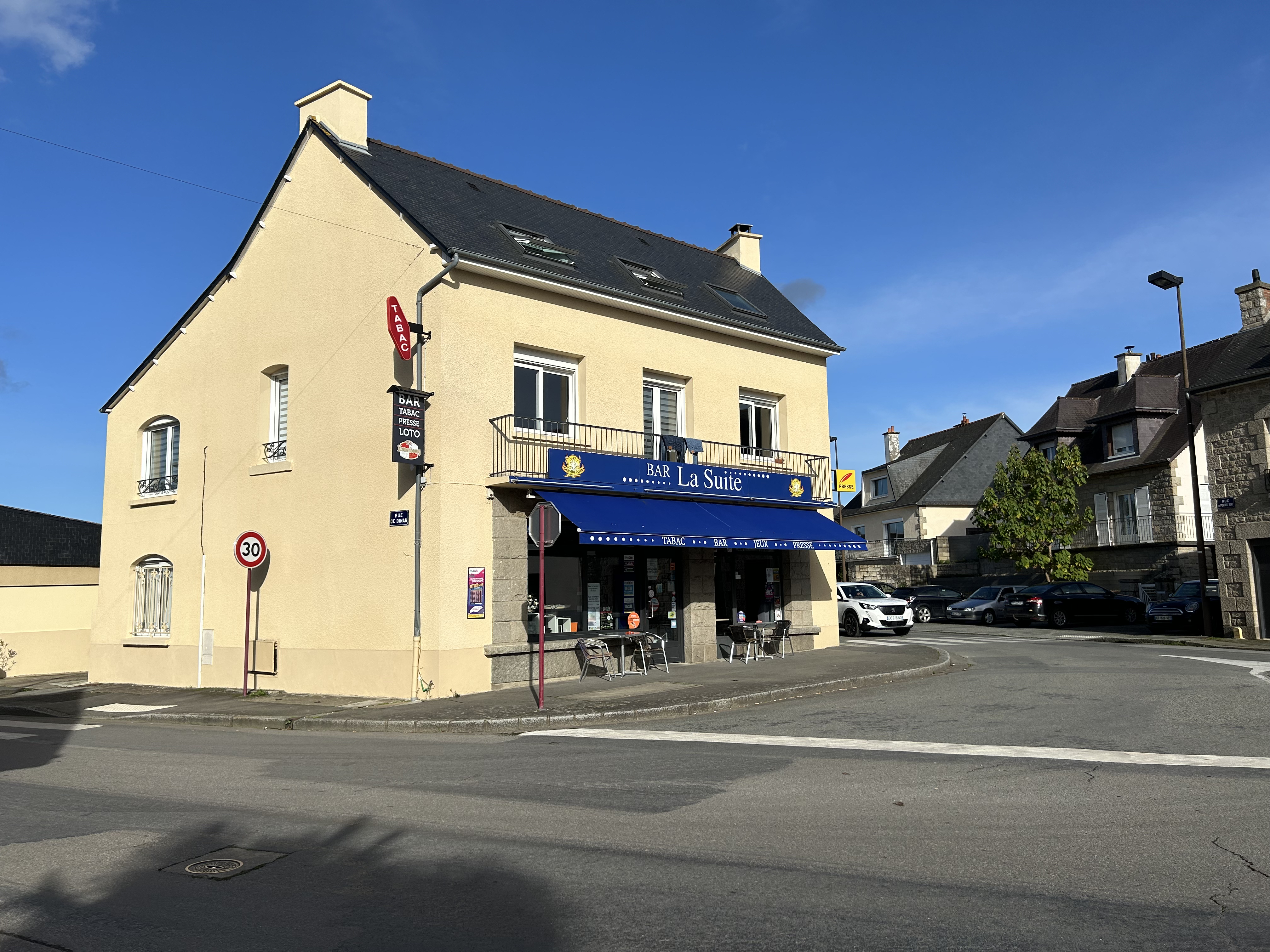
一处烟酒店

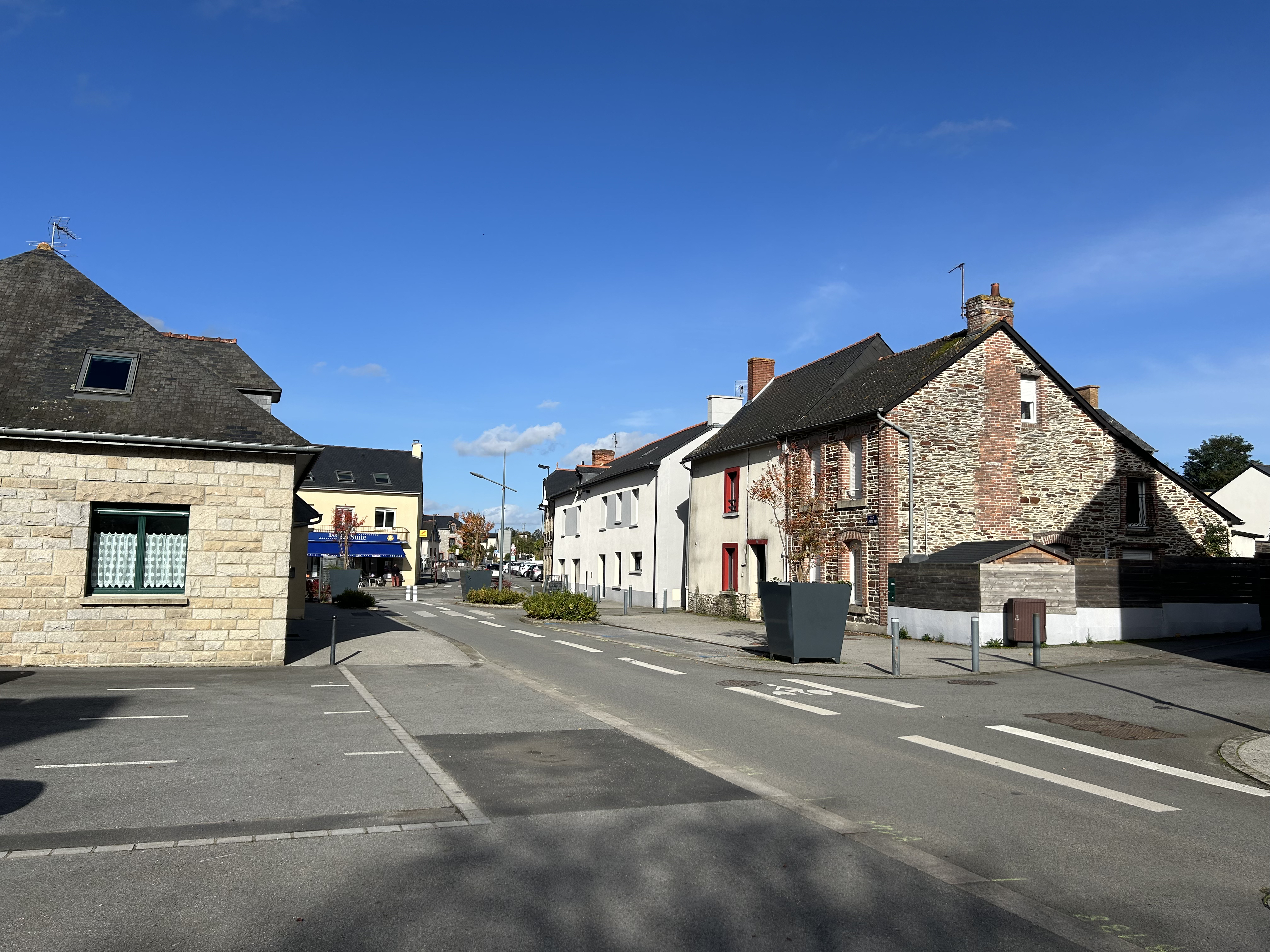
绿门街

### 教育
布列塔尼地区蒙托邦属于雷恩学区。截至2023年1月1日，布列塔尼地区蒙托邦境内共有1所幼儿园、3所小学、2所初级中学、1所普通高中和2所农业高中。2022至2023学年度，布列塔尼地区蒙托邦境内共有在校中等教育阶段学生1,385名。

### 医疗
截至2023年1月1日，布列塔尼地区蒙托邦境内共有全科医生9名、保健师10名、牙医8名、护士8名和眼科医生3名。境内共有药房2家、养老院1家。
距离布列塔尼地区蒙托邦最近的区域性医疗机构为布罗塞利扬德中心医院（Centre Hospitalier de Brocéliande），其主病区医院位于默河畔蒙福尔，距离布列塔尼地区蒙托邦市区的正常车程大约16分钟，该院设有门诊床位46个，住院床位30个。
布列塔尼地区蒙托邦距离雷恩大学中心医院蓬沙约病区的正常车程大约24分钟。

### 住房
2021年，布列塔尼地区蒙托邦境内共有各类住房2,887套，其中79.5%为独立式住宅，19.9%为集中式住宅。常住房屋占布列塔尼地区蒙托邦市镇范围内居民建筑总量的93.2%。
在住房保障政策方面，2023年，布列塔尼地区蒙托邦境内共有1,070户家庭获得了家庭津贴补助，受益人数占总人口数量的16.7%，其中295份为房租补助。

### 商业
2021年，布列塔尼地区蒙托邦境内共有各类实体商铺137家，其中餐厅20家、大型超市2家、杂货店1家、面包房7家、肉铺2家、书店1家、装饰品店0家、银行门店2家、美容美发店11家、汽车维修店16家。布列塔尼地区蒙托邦镇中心东侧建有一家Intermarché超市。

### 体育
2023年，布列塔尼地区蒙托邦境内共有2间体育馆、1座综合体育场、1处网球场、2处足球或橄榄球场以及1处篮球或排球场。
截至2024年11月，蒙托邦奥林匹克俱乐部（O.C. Montauban Football，编号512552）是布列塔尼地区蒙托邦境内唯一的一家注册足球俱乐部，成立于1952年，其主队2024至2025赛季参加布列塔尼大区足球联赛甲组（法国第六级别），其主场为安德烈·罗贝尔球场（Stade André Robert）。

### 环境
布列塔尼地区蒙托邦的环境事务由其所属的圣梅昂-蒙托邦市镇公共社区联合各级政府协调负责。2021年，布列塔尼地区蒙托邦境内共有7家污染企业。

### 治安
2021年，布列塔尼地区蒙托邦市镇范围内共有1处宪兵队。
2023年，布列塔尼地区蒙托邦市镇范围内累计记录各类案件181起，其中盗窃类案件70起，人身侵犯类案件63起，毒品交易类案件15起。

## 文化

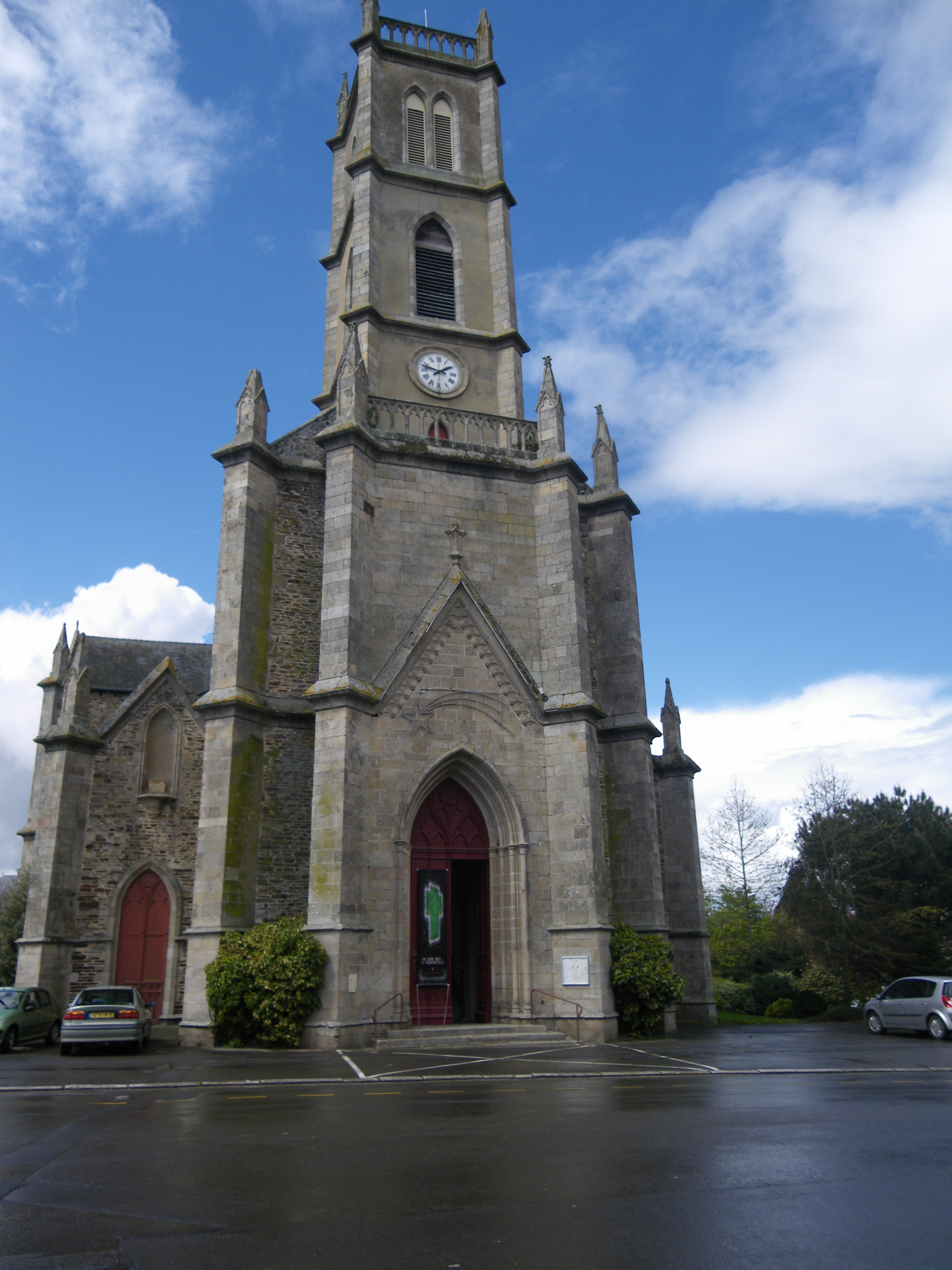
圣埃卢瓦教堂

2023年，布列塔尼地区蒙托邦境内共有1家电影院。布列塔尼地区蒙托邦境内建有伊夫·德拉艾多媒体中心（Médiathèque Yves Delahaie），每周二至六向公众开放。

### 建筑
布列塔尼地区蒙托邦境内有多处历史建筑，其中布列塔尼地区蒙托邦城堡、圣埃卢瓦教堂（Église Saint-Éloi de Montauban-de-Bretagne）等为法国国家文物保护单位。

### 旅游
布列塔尼地区蒙托邦的旅游事务由其所属的圣梅昂-蒙托邦市镇公共社区联合各级政府协调负责。2024年，布列塔尼地区蒙托邦境内共有1家酒店共计13间房间；另有1个露营地，可容纳共33辆露营车。

### 媒体
法国主要的媒体均可在布列塔尼地区蒙托邦接收，法国电视三台下属的布列塔尼大区频道在部分时段播出布列塔尼地区蒙托邦所在伊勒-维莱讷省的地方新闻。《法国西部报》、雷恩电视台、蓝色法兰西阿摩里卡广播等是当地主要的地方性媒体。

## 友好城市
截至2024年11月，布列塔尼地区蒙托邦共与一座城市建立了友好城市关系：
- 德国 比施贝格